# Eremasiomyia gobica
Eremasiomyia gobica är en tvåvingeart som beskrevs av Boris Borisovitsch Rohdendorf och Yu. G. Verves 1980. Eremasiomyia gobica ingår i släktet Eremasiomyia och familjen köttflugor.
Artens utbredningsområde är Mongoliet. Inga underarter finns listade i Catalogue of Life.